# Oreoica gutturalis
Sineiro-de-garganta-branca ou carrilhoneiro-de-poupa (Oreoica gutturalis) é uma espécie de ave da família Corvidae. É a única espécie do género Oreoica.
É endémica da Austrália.